# Gerzen
Gerzen là một đô thị thuộc huyện Landshut trong bang Bayern nước Đức. Đô thị Gerzen có diện tích 17 km², dân số thời điểm ngày 31 tháng 12 năm 2006 là 1773 người.